# Navadni frfotavček
Navadni frfotavček (znanstveno ime Leptidea sinapis) je dnevni metulj iz družine belinov.

## Opis
Navadni frfotavček preko kril meri med 32 in 43 mm in ima podolgovata sprednja krila, ki imajo v zunanjem kotu veliko temno sivo liso. Zadnja krila so v celoti bela, spodnja stran kril pa je rumenkasta s sivim poprhom.
Gosenice se hranijo z listi rastlin iz družine metuljnic, predvsem z vrstami iz rodov grahor (Lathyrus) in nokota (Lotus).
Samice odlagajo jajčeca maja in junija. Na leto se lahko pojavijo do tri generacije metuljev.
- Samec
- Samica

## Razširjenost
Ta vrsta metuljev je v Sloveniji najbolj pogosta po gozdnih jasah in ob gozdnih obronkih ter po grmovnatih in travnatih pobočjih od morja pa vse do gozdne meje, redkeje pa celo nad njo. Leta med marcem in septembrom.
Življenjski prostor navadnega frfotavčka je razširjen od Evrope na zahodu, preko Kavkaza, Male Azije, osrednje Azije, južne Sibirije pa vse do Bajkala.